# Leeds
Leeds er en britisk by med 757,700 (2011) indbyggere. Den ligger ved floden Aire. I byen ligger Royal Armouries Museum og University of Leeds.

## Geografi
Byen ligger i West Yorkshire ved bredden af Aire midt mellem byerne Wetherby og Otley.

## Historie
Leeds voksede først under den romerske besættelse of England. Romerne kaldte den "Leodis". Byen voksede ved den industrielle revolution til et vigtigt center for fremstilling af og handel med tekstiler, samt sværindustri i den sydlige del af byen. Betydningen af disse industrier er dalet i det 20. århundrede, hvor servicesektoren dominerer.

## Transport
Leeds har en lufthavn Leeds Bradford International Airport med flyvninger til hele Storbritannien, Europa, USA og Pakistan. Der er både almindelige og pendlerjernbanetjenester. Leeds er den største by i Europa, der ikke har massetransitsystem. Men mange er blevet foreslået i årenes løb.

## Uddannelse
Byen rummer fire universiteter ; University of Leeds blev grundlagt i 1904, Leeds Beckett University er et teknisk universitet, der blev etableret i 1992, Leeds Trinity University der blev grundlagt i 1966 samt University of Law, der tidligere hed College of Law, men som blev et universitet i 2012.
Med omkring 31.000 studerende har byen den fjerdestørste population af studerende i hele Storbritannien. Leeds Beckett University har 25.805, hvoraf 12.000 er fuldtidsstuderende. Leeds Trinity University har under 3.000 studerende.
Af andre højere undervisningsinstitutioner findes Leeds College of Art, Leeds College of Music og Northern School of Contemporary Dance. I en afstemning af avisen The Independent blev byen stemt ind som landets bedst universitetsby.

## Sport
Leeds har flere professionelle sportshold. Det største fodboldhold er Leeds United, men Farsley Celtic spiller også i byen. Der er to professionelle Rugby League-hold: Leeds Rhinos og Hunslet Hawks. Leeds Carnegie er den eneste professionelle rugby union team. Yorkshire County Cricket Club spiller også i byen.

## Galleri
- Elland Road Fodbold stadion
- Leeds Bradford International Airport.
- Centrale Leeds.
- Victoria Quarter
- Bridgewater Place.